# Ramiz Alia
Ramiz Alia (Shkodra, 1925. október 18. – Tirana, 2011. október 7.) albán politikus, 1985–1992 között az ország államfője, előbb Enver Hoxha utódjaként mint az Albán Munkapárt főtitkára, majd a demokratikus Albánia első köztársasági elnöke.

## Élete
Saját bevallása szerint Alia az észak-albániai Shkodra városában jött világra muzulmán családban, de egyes kutatások alapján valójában Koszovóban született és családja kisgyermek korában költözött Shkodrába. Francia tanítási nyelvű gimnáziumban tanult Tiranában, majd tizennégy évesen, 1939-ben egy évre a fasiszta ifjúsági szervezet tagja lett. Tizenkilenc évesen, 1944-ben csatlakozott a kommunista partizánmozgalomhoz, s egy rohambrigádban harcolt a német megszállók ellen. Az ország felszabadulása idején már alezredesi rangban szolgált mint az V. hadosztály politikai biztosa. Az ország felszabadulása, 1944 után – dacára geg származásának – a toszk Enver Hoxha oldalán gyorsan kapaszkodott fel a pártranglétrán, bel- és külpolitikai kérdésekben egyaránt maradéktalanul osztotta a főtitkár nézeteit, így a párton belüli tisztogatási hullámok rendre elkerülték. Köszönhette ezt annak is, hogy egykori marxizmustanárának, Nexhmije Hoxhának, a pártfőtitkár feleségének kegyeltje volt.
1948-ban a központi bizottság tagja lett, majd a kommunista ifjúság vezéralakjaként 1949 és 1955 között az Albániai Dolgozó Ifjúság Szövetségének vezetője volt. 1955 és 1958 között az oktatásügyi és kulturális minisztériumot vezette. Időközben, 1952–1954-ben a moszkvai Pártfőiskolán szerezte meg diplomáját. 1958-tól a nemzetgyűlés külügyi bizottságának elnöki tisztét is betöltötte. 1956-ban az Albán Munkapárt Politikai Bizottságának póttagja, 1961-ben állandó tagja és ideológiai titkára lett. Az 1970-es évektől támogatta Hoxha izolacionista elképzeléseit is, amelynek következtében Albánia Kínával is szakított, és elszigetelődött a világ többi részétől. 1982. november 22-én Haxhi Lleshit váltotta a nemzetgyűlés elnöki posztján.
Mehmet Shehu 1981-es halála után Alia lett Hoxha legközelebbi munkatársa és kiszemelt utódja. Az utódlás kérdése 1983-tól nyilvánvaló lett, miután a megromlott egészségi állapotú Hoxha háttérbe vonult, és az államügyek jelentős részét Alia vitte tovább. Enver Hoxha halála után, 1985. április 13-án ő lett az Albán Munkapárt főtitkára, s mint a nagy előd feltétlen híve, igyekezett annak örökségét, a rendíthetetlen sztálinista politikát és a gazdasági önellátás eszméjét továbbvinni. Dolgát megnehezítette az ország gazdaságának nyomorúságos helyzete, és a Kelet-Európában megindult politikai enyhülés, amely Albánia totalitárius rendszerét is megrendítette. Az 1980-as évek vége felé Alia óvatos nyitásra kényszerült, az ország felvette a diplomáciai kapcsolatokat egyes nyugat-európai országokkal és kisebb társadalmi reformokat vezettek be. 1990-ben a gyors változás hívei felkelést robbantottak ki, s végül Albániában bevezették a többpártrendszert. Az 1991 márciusában megtartott első szabad választásokat az Albán Munkapárt nyerte meg, s április 30-án Alia lett az új köztársaság első elnöke. Az országot gazdaságilag nem sikerült kimozdítani megrekedt helyzetéből, s az ennek nyomában járó társadalmi elégedetlenség ismét forrpontig hevült. 1992 márciusában előrehozott választásokat tartottak, amelyet a Sali Berisha vezette ellenzéki Albán Demokrata Párt nyert meg, s április 3-án Alia lemondott köztársasági elnöki tisztéről.
Alia kevéssel később áldozatául esett a Berisha levezényelte, politikai indíttatású felelősségre vonási hullámnak, 1992. szeptember 13-án házi őrizetbe került. Az ellene folyó perben 1994. július 3-án mondták ki az ítéletet hatalommal való visszaélés vádjával, s megkezdte kilencéves börtönbüntetésének letöltését, de 1995. július 8-án amnesztiában részesült. 1997 októberében ismét vádat emeltek Alia és harminckét kommunista vezető ellen népirtás és emberiség elleni bűntettek vádjával, de a vádat elejtették. Nem sokkal 86. születésnapja előtt halt meg, 2011. október 7-én.
Felesége Aleksandër Xhuvani kommunista vezető leánya, Semiramis Xhuvani volt.
Alia jelenkori megítélése nem egyértelműen negatív. Politikai pályájának első évtizedeit határozottan negatívan értékelik, és gyakran bélyegzik meg „politikai túlélő”-ként, de bírálói is elismerik a demokratikus átmenetben játszott szerepét.